# Barrigada
Barrigada (czamorro: Barigåda) – okręg administracyjny Guamu i jednocześnie jedna z miejscowości. Okręg ma powierzchnię 23 km², a zamieszkany jest przez 8875 osób (dane spisowe z 2010).
W okręgu znajduje się cywilne międzynarodowe lotnisko Antonio B. Won Pat International Airport zwane potocznie Guam International Airport.